# David Dunn
David Dunn (Great Harwood, 27 december 1979) is een Engelse voetbaltrainer en oud-profvoetballer. Hij maakte op 26 september 1998 zijn profdebuut tegen Everton FC. Met de Blackburn Rovers club won hij in 2002 de League Cup, nadat Tottenham Hotspur FC in de finale met 2-1 werd verslagen.
Onder leiding van bondscoach Howard Wilkinson nam Dunn in 2000 met Engeland U21 deel aan het Europees kampioenschap in Slowakije. Dunn speelde in 2002 zijn eerste en enige interland. Hij verving Kieron Dyer in een wedstrijd tegen Portugal.